# Le Matin
Le Matin é um jornal em língua francesa impresso na República Dominicana e distribuído por todo o Haiti, especialmente na capital e nas principais cidades. Foi fundado em 1 de abril de 1907 e tem circulação diária. 
Após o desastre de 12 de janeiro de 2010, teve que reduzir o quadro editorial e alterar sua frequência de publicação, passando a ser lançado com uma semana de atraso.